# Boeing 737 Next Generation
Els Boeing 737 Next Generation, sovint coneguts simplement com a 737NG o 737 Next Gen, són una sèrie d'avions de passatgers bireactors fabricats per Boeing Commercial Airplanes. Foren llançats el 1993 com a tercera generació del Boeing 737, han estat fabricats des del 1996 i són una versió millorada de la sèrie 737 Classic (−300/-400/-500).